# 霹靂嬌娃2：全速進攻
是一部2003年上映的美国动作电影。它的最初故事来自于20世纪70年代的同名美国电视剧，这部影片是2000年《霹靂嬌娃》的续作，三名女主演由原班人马饰演。

## 情节
三位美丽而又充满智慧的女特工受雇于神秘的老板查理，她们被称为查理的天使。这位神秘的私人老板只通过扬声器与他的女下属们联系。这三位女特工身怀绝技，以一敌五。她们可以驾驶各种高性能的交通工具，利用最先进的高科技装备和专业的军用装备执行任务。这一次，两名法官失踪，特工需要利用特殊密码本才能找回两位法官。几名证人一个接一个死去，而由黛米·摩尔饰演的大反派，实际过去也曾是一名查理的天使。

## 角色
- 卡麥蓉·狄亞 飾 娜塔莉（Natalie）
- 茱兒·芭莉摩 飾 黛蘭（Dylan）
- 劉玉玲 飾 愛莉克絲（Alex）
- 黛米·摩尔 飾 麥蒂珊·李（Madison Lee）

## 評價
爛番茄根據187條評論，本片持有42%的新鮮度，平均得分5.1／10，觀眾投票獲得40%的分數，平均得分為2.9／5。在Metacritic上，本片獲得48分。